# Хатки (селище)
Хатки — селище в Україні, у Северинівській громаді Жмеринського району Вінницької області, належить до Северинівського старостинського округу. Населення становить 77 осіб (станом на 2001 рік).

## Географія
| Клімат Хаток            | Клімат Хаток | Клімат Хаток | Клімат Хаток | Клімат Хаток | Клімат Хаток | Клімат Хаток | Клімат Хаток | Клімат Хаток | Клімат Хаток | Клімат Хаток | Клімат Хаток | Клімат Хаток | Клімат Хаток |
| Показник                | Січ.         | Лют.         | Бер.         | Квіт.        | Трав.        | Черв.        | Лип.         | Серп.        | Вер.         | Жовт.        | Лист.        | Груд.        | Рік          |
| Середній максимум, °C   | −2,3         | −0,7         | 4,3          | 13,3         | 19,7         | 22,6         | 24,0         | 23,5         | 19,4         | 12,7         | 5,0          | 0,1          | 11,8         |
| Середня температура, °C | −5,5         | −4           | 0,5          | 8,3          | 14,1         | 17,2         | 18,7         | 18,0         | 14,0         | 8,2          | 2,2          | −2,5         | 7,4          |
| Середній мінімум, °C    | −8,7         | −7,3         | −3,3         | 3,3          | 8,6          | 11,9         | 13,4         | 12,5         | 8,7          | 3,7          | −0,6         | −5           | 3,1          |
| Норма опадів, мм        | 35           | 33           | 31           | 51           | 68           | 99           | 97           | 65           | 51           | 33           | 39           | 41           | 643          |
| ----------------------- | ------------ | ------------ | ------------ | ------------ | ------------ | ------------ | ------------ | ------------ | ------------ | ------------ | ------------ | ------------ | ------------ |
| Джерело:                |              |              |              |              |              |              |              |              |              |              |              |              |              |

## Історія
12 червня 2020 року, розпорядженням Кабінету Міністрів України № 707-р «Про визначення адміністративних центрів та затвердження територій територіальних громад Вінницької області»,  увійшло до складу Северинівської сільської громади.
19 липня 2020 року, в результаті адміністративно-територіальної реформи та ліквідації Жмеринського району (1923-2020), увійшло до складу новоутвореного Жмеринського району.

## Населення
Станом на 1989 рік у селищі проживали 80 осіб, серед них — 34 чоловіки і 46 жінок.
За даними перепису населення 2001 року у селі проживали 77 осіб. Рідною мовою назвали:
| Мова       | Кількість осіб | Відсоток |
| ---------- | -------------- | -------- |
| українська | 75             | 97,40 %  |
| російська  | 2              | 2,60 %   |